# Diesenbach (Regenstauf)
Diesenbach ist ein Gemeindeteil des Marktes Regenstauf im Landkreis Regensburg (Oberpfalz, Bayern).

## Geographie
Das Pfarrdorf liegt etwa 10 km nördlich von Regensburg, östlich der A93. Im Ort mündet der gleichnamige Bach Diesenbach in den Fluss Regen.

## Geschichte
Die erste urkundliche Erwähnung von Diesenbach reicht in das Jahr 1230 zurück: Im Ersten Bayerischen Salbuch des Amtes Stauffe (Regenstauf) wurde Tusenpach, ein Ort mit zwei zinsbaren Höfen, namentlich aufgeführt; 1255 waren es schon drei Höfe. 1505 fiel Dewssenbach an das Fürstentum Pfalz-Neuburg.
1563, in Diesenbach gab es mittlerweile ein dreigeschossiges Schloss, wurde der Ort unter Hans Joachim von Perchtolzhofen auf Traidendorf zum Edelsitz erhoben; Schloss und Gut Diesenbach verblieben bis 1639 im Besitz dieser Familie. 1677 verkaufte Carl Ferdinand von Grünthal Ort und Schloss an das Jesuitenkolleg St. Paul in Regensburg. Die Jesuiten renovierten und erweiterten das Landgut und errichteten auf dem Gelände nicht nur eine kleine Kapelle, sondern auch eine Landwirtschaftsschule. Das Besitztum wurde zur Versorgung des Regensburger Kollegs herangezogen; die Villa Diesenbach diente außerdem den Professoren, Novizen und Schülern als Erholungsort an unterrichtsfreien Tagen. Noch um 1700 gab es in Diesenbach neben Schloss und Landgut lediglich drei ganze Höfe, sechs kleine Höfe und vier Söldner-Häusl. Nach der Aufhebung des Jesuitenordens fiel Schloss Diesenbach 1773 an den Fürstbischof von Regensburg, Bischof Anton Ignaz von Fugger. Seit 1830 befindet sich das Schloss in privatem Besitz. Um 1850 wurde es durch einen Brand zerstört.
Im Zuge der Verwaltungsreformen in Bayern war mit dem Gemeindeedikt von 1818 die Gemeinde Diesenbach entstanden, mit den zugehörigen Teilorten
- Edlhausen
- Grub
- Hochstraß
- Holz
- Kerm
- Kühthal
- Neuhaus
- Oberhaslach
- Preßgrund
- Spindlhof
- Unterhaslach und
- Wöhrhof.

Nach dem Zweiten Weltkrieg wuchs die Einwohnerzahl des Straßendorfs rasch an. 1978 erfolgte die Eingliederung der Gemeinde in den Markt Regenstauf, zu diesem Zeitpunkt zählte es 1.700 Bewohner.
Diesenbach hat seit 1965 eine eigene Grundschule. Die katholische Kirche St. Johannes Evangelist wurde in den Jahren 1977 bis 1979 erbaut.

## Kultur und Brauchtumsvereine

### Brauchtumsvereine
- Faschingsgesellschaft Lari-Fari Diesenbach e. V.
- Burschenverein Immergrün Diesenbach
- Schützengesellschaft Almenrausch Diesenbach e. V.
- Freiwillige Feuerwehr Diesenbach e. V.

### Regelmäßige Veranstaltungen
- Der Diesenbacher Faschingszug findet jedes Jahr am Faschingssonntag statt. 2014 wurde er von Zuschauern des Fernsehsenders TVA zum beliebtesten Faschingszug in Ostbayern gewählt.[2]

### Sportvereine
- SV Diesenbach